# 比格克里克鎮區 (密歇根州)
比格克里克鎮區（英語：Big Creek Township）是位於美國密歇根州奧斯科達縣的一個行政鎮區。

## 地方資料
比格克里克鎮區的面積為370.76平方千米，當中陸地面積為366.90平方千米，而水域面積為3.86平方千米。根據2020年美國人口普查的數據，當地共有人口2604人，而人口密度為每平方千米7.02人。